# 카를로스 페게로
카를로스 앙헬 페게로 디올레오(Carlos Ángel Peguero D'Oleo, 1987년 2월 22일 ~ )는 도미니카 공화국의 야구 선수이자, 현재 도미니카 윈터 베이스볼 리그 히간테스 델 시바오의 내야수, 외야수이다.

## 미국 프로야구 시절
2011년에 시애틀 매리너스에 입단하였다.

## 일본 프로야구 시절
2016년에 도호쿠 라쿠텐 골든이글스에 입단하였다.

## 한국 프로야구 시절

### LG 트윈스시절
2019년 7월에 토미 조셉을 대체할 외국인 야수로 영입되었다. 타구 속도가 180km/h 이상인 홈런을 쳐 내며 파워 히터임을 뽐냈지만 떨어지는 변화구에 약했다. 게다가 1루 수비에서 안 좋은 모습을 보여 김현수가 1루수를 맡았다. 포스트 시즌에서 2홈런을 쳐 냈으나 재계약에 실패했다. 그의 차기 용병으로는 로베르토 라모스가 영입되었다.